# Мідзутані Дзюн
Дзюн Мідзутані (яп. 水谷 隼, нар. 9 червня 1989) — японський настільний тенісист, срібний та бронзовий призер Олімпійських ігор 2016 року.

## Виступи на Олімпіадах
| Олімпіада           | Дисципліна       | Місце |
| ------------------- | ---------------- | ----- |
| Пекін 2008          | одиночний розряд | 17    |
| Пекін 2008          | командний розряд | 5     |
| Лондон 2012         | одиночний розряд | 9     |
| Лондон 2012         | командний розряд | 5     |
| Ріо-де-Жанейро 2016 | одиночний розряд | 3     |
| Ріо-де-Жанейро 2016 | командний розряд | 2     |